# Dunia Camacho Marenco
Dunia Camacho Marenco (Ciudad de México, 4 de julio de 1988) es una nadadora mexicana con Síndrome de Down. Es una atleta de alto rendimiento desde 1998, y ha sido reconocida con más de 50 medallas internacionales y siete récords mundiales.

## Trayectoria deportiva
Empezó a nadar cuando tenía 8 años, y la primera vez que compitió a nivel internacional fue en 2006, en Irlanda. Desde 1999, destacó en campeonatos nacionales para Personas con Discapacidad Intelectual, y entre 2001 y 2010 logró permanecer como invicta Campeona Paralímpica Nacional Síndrome de Down. Ha participado en campeonatos internacionales y mundiales en Irlanda, Portugal, Italia, Taiwán, México, Canadá, Colombia y Venezuela.
En el 2018, Dunia Camacho ganó nueve medallas (siete de oro y dos de plata) e impuso una marca mundial en el 9o. Campeonato Mundial de Natación de Deporte Adaptado para atletas con Síndrome de Down en Nueva Escocia, Canadá. Entre ellas, la medalla de oro en 100, 200, 400, 800 y 1,500 metros libres, y la de plata en 50 metros libres.
Durante ese torneo, a sus 32 años de edad Dunia estableció récords mundiales en 200, 800 y mil 500 metros libres, y en dos categorías de relevos cortos.
Es integrante de la Federación Mexicana de Deportistas Especiales desde 2001, la Organización Internacional de Natación Síndrome de Down (Down Síndrome International Swimming Organization, DSISO) desde 2006 y la Asociación de Deportistas Especiales del Estado de México desde 1999.

## Activismo
Desde 2019, Dunia Camacho ha hecho señalamientos públicos, junto con otros atletas con Síndrome de Down, sobre la necesidad de que existan becas y apoyo para atletas de alto rendimiento con discapacidad intelectual que representan a México en diferentes competencias internacionales.
En 2020, luego de solicitar apoyos económicos para asistir a un campeonato mundial, su caso motivó la presentación de una iniciativa de reforma a la Ley General de Cultura Física y de Deporte para contemplar dentro del presupuesto apoyos para atletas de alto rendimiento con Síndrome de Down.

## Reconocimientos
Trofeo a la Mejor Competidora del 9o. Campeonato Mundial de Natación Síndrome Down 2018.
Premio Municipal del Deporte 2017 en la categoría Trayectoria.
Premio Luchador Olmeca 2010, en la categoría Deportistas Especiales.
Premio Estatal del Deporte 2009 en la categoría Deporte Adaptado.